# Без обмежень
«БЕЗ ОБМЕЖЕНЬ» — український рок-гурт, що розпочав свою діяльність у закарпатському місті Мукачево у 1999 році.
Склад гурту змінювався, його лідером і вокалістом є Сергій Танчинець.
У репертуарі гурту переважна більшість пісень українською мовою.

## Історія

### Початок
Розпочав свою творчість гурт у Мукачеві, де вперше заявив про себе широкій аудиторії 14 січня 1999 року. Тоді до складу команди молодих музикантів входили: Сергій Танчинець, Ігор Рибар, Владислав Воробець, Сергій Попович.

### 2005—2006
У 2005 році гурт став учасником українського фіналу фестивалю «Global Battle Of The Bands» і виступав як «найкраща нова група Західного регіону України».
У 2006 році колектив підписав контракт з продюсером і з цього моменту почав свою професійну музичну діяльність.

### Перший альбом, 2007
У 2007 році гурт змінив українську назву «БЕZ ОБМЕЖЕНЬ» на англійську «Without Limits» та випустив свій перший альбом «Underground», також створив дебютне відео з однойменною назвою. У перші дні ротації композиція стала лідером у хіт-параді «М2О» на каналі М1. Відео протягом кількох місяців трималося в десятці найкращих кліпів програми.

### Зміна складу гурту, 2008
У 2008-му змінився склад гурту і відтоді залишився майже незмінним дотепер.

### Гімн для хокейного клубу та участь у телешоу, 2011—2012
Восени 2011 року в ефірі телеканалу «М1» гурт презентував ліричне відео на пісню «Розкажи», режисером якого був Олег Борщевський.
У 2012 році на підтримку хокейного клубу «Беркут» музиканти створили гімн з однойменною назвою, а наприкінці 2012-го з'явився відповідний кліп.
Навесні 2012-го колектив взяв участь у пісенному телемарафоні «Пісня об'єднує нас» на Першому Національному телеканалі. Пісенний телемарафон тривав 110 годин, у ньому взяли участь 2012 учасників, він потрапив до Книги рекордів Гіннеса та Національного реєстру рекордів України.

### Співпраця з кіноіндустрією, 2012—2013
Восени 2012 року вийшов короткометражний фільм Михайла Добоша «Мрія приходить з вірою. Ноктюрн 1» (Somnium Adveho Verus. Nocturnum 1), головну роль у якому зіграв лідер гурту Сергій Танчинець, а гітарист гурту Ігор Рибар, окрім того, що з'явився у кадрі, став композитором стрічки.
У 2013-му гурт разом зі співачкою Лідою Аксенич записали дуетну пісню «Взлетая», яка стала саундтреком до короткометражного фільму Олега Борщевського «Німфо», який  показали в рамках Каннського кінофестивалю.

### Фестивалі та інша діяльність гурту
У червні 2013 року гурт взяв участь у щорічному міжнародному фестивалі «Рок Січ», який відбувався на Трухановому острові та був започаткований Олегом Скрипкою.
Гурт брав участь у одному з випусків програми «Музика для дорослих з Марією Бурмакою».
У вересні того ж року гурт виступив на «Октоберфесті» та відтоді є сталим учасником концертної програми щорічного київського пивного фестивалю.
Наприкінці 2013 року гурт відновив свою україномовну назву — «БЕZ ОБМЕЖЕНЬ».

### 2014—2015
На початку 2014-го гурт представив пісню «Мамині слова», яку присвятили героям Небесної сотні. Текст пісні був написаний за 20 хвилин, згодом музиканти створили до нього музику.
Навесні гурт відіграв низку патріотичних концертів під гаслом «Без війни», а влітку разом з іншими музикантами поїхали в тур «Підтримаємо своїх» містами Донбасу, загалом тур охопив 15 міст, аудиторією концертів були мирні жителі та українські військові.
Гурт кілька разів виступив на головній сцені Арт Пікніку Слави Фролової, що проходить щороку і триває з весни до пізньої осені.
Протягом 2014 року гурт відзняв та презентував два відеокліпи «Налий мені вина» та «Зима». Переміг на всеукраїнському фестивалі «Rock Summer Fest. By ПростоРадио», відвідав фестиваль «СХІД-РОК», активно гастролював.
На початку 2015-го публіці була представлена танцювальна вистава «Цукрова Незалежність», яка присвячена пам'яті «Небесної Сотні». Ця вистава — інсценізація життя українського суспільства осені-зими 2013—2014 років. На сцені виступав балет із Західної України театру танцю МАДРІН в музичному супроводі, також використані два твори гурту — «Мамині слова» та «Беркут».
У квітні 2015-го завершилася робота над третім альбомом, що дістав назву «#DИХАЮТОБОЮ», матеріал до якого музиканти збирали два роки. До диску увійшло 10 треків, серед яких композиції «Налий мені вина», «Зима» та пісня «Мамині слова». Останню гурт виконав на презентації разом з Наталкою Дзенків (LAMA). У записі деяких творів взяли участь Олександр Лежньов (Vivienne Mort), Анна Заклецька та Ольга Нестеренко (Vroda Rodu).
У травні гурт виступив на сцені міжнародного фестивалю татуювань «TattoCollection 2015» та разом з гуртом YouCrane влаштував міні-тур містами Західної України з завершальним концертом у Києві. У червні музиканти відвідали Переяслав-Хмельницький та виступили на фестивалі «Рок-Булава».
Музиканти продовжували підтримувати концертами українських військових в зоні АТО та брати участь у різноманітних соціальних проєктах.
Разом з дуетом VRODA восени 2015-го гурт презентував дуетну пісню «Доле моя» та відео до неї.

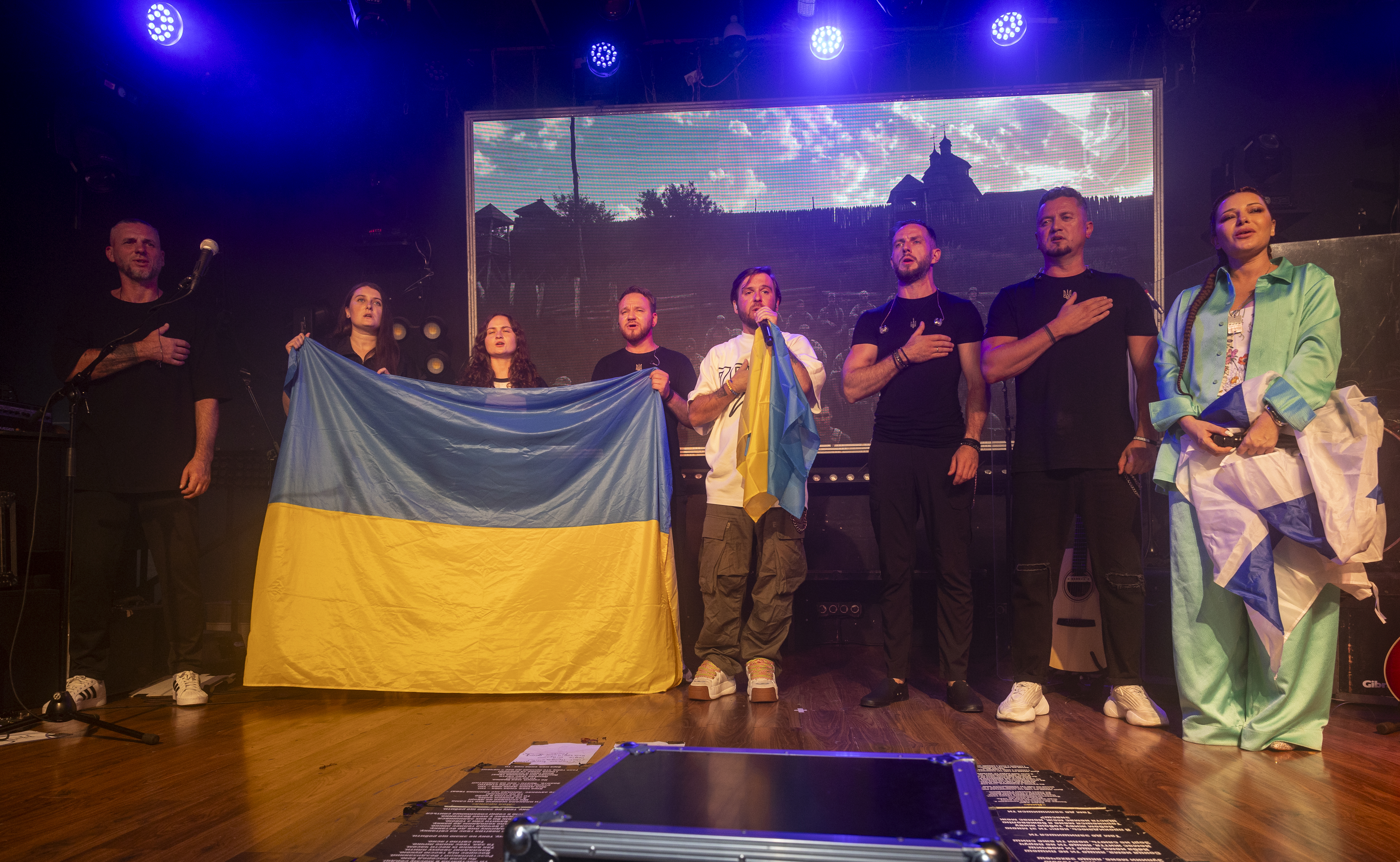
Без Обмежень та Енджі Крейда в Ізраїлі. 2024

### 2016 та «Х-фактор-7»
На початку 2016-го відбулося знімання телеверсії концерту гурту в рамках проєкту телеканалу М2 «М2 LIVE».
Того ж року музиканти взяли участь у вокальному шоу «Х-фактор-7», вони виступили на кастингу з піснею «Без неї ніяк». Костянтин Меладзе оцінив її так: «Справжні чоловіки грали справжню рок-музику. Прекрасна пісня, що буває вкрай рідко у нас. Гідна, щоб подобатися мільйонам людей». Восени 2016-го вийшов кліп на цю пісню. Участь в «Х-факторі» була, за словами фронтмена гурту, тим поштовхом для їхньої творчості, якого їм давно бракувало. Гурт дійшов до 4 прямого ефіру та вибув з шоу, через недостатню кількість глядацьких голосів. Після проєкту гурт влаштував концерт для своїх шанувальників.

### 2017
12 лютого 2017 року Гурт випустив альбом «5 хвилин», до якого потрапило дев'ять нових композицій загальною тривалістю трохи більше 30 хвилин, включно з двома оприлюдненими раніше синглами «Тону» та «5 хвилин», один з яких і дав назву всьому релізу. Окрім того, до переліку треків увійшли дві спільні роботи — пісні «Доле моя» (feat Іван Леньо та Vroda) та «Ангели плачуть» (feat Ліля Ваврін), а також п'ять нових композицій. Прем'єра альбому не могла відбутися без закріплення нового матеріалу на живих концертах, тому вже з 14 грудня музиканти здійснили тур Україною, який охопив більш ніж 20 міст із завершенням у столиці.
Літо 2017 року стало найфестивальнішим для гурту, загалом БЕZ ОБМЕЖЕНЬ відвідали 12 українських рок-фестивалів, а саме:
- Razomfest у Львові
- Rock&Buh FEST — Хмельницький
- Тарасова Гора мотофестиваль — Черкаська обл.
- Atlas Weekend — Київ
- ВЕЛИКИЙ КАЗАН — Житомирська обл.
- Фестиваль Файне Місто — Тернопіль
- Импульс Фест — Харків
- Бандерштат — Луцьк
- Home fest — Одеса
- Ше.Fest — Моринці
- Drive for life fest, Коломия
- RespublicaFEST — Кам'янець-Подільський.

16 вересня БЕZ ОБМЕЖЕНЬ зіграли у Лондоні благодійний концерт, організатором якого стали «London Euromaidan», всі виручені кошти від концерту витрачені на допомогу військовим у зоні АТО. Також у вересні гурт презентував сингл «Хочеш», вперше почули його наживо відвідувачі «тихого» концерту. Камерний виступ відбувся 14 вересня 2017 року, під відкритим небом столичного концертного майданчика Roof. Над новою композицією гурту працював саунд-продюсер Артур Данієлян. На підтримку синглу гурт провів тур довжиною на два місяці в 17 містах. Перший концерт відбувся у Львові.

### 2018
8 лютого відбулася прем'єра відео на пісню «Хочеш», а вже у квітні презентував свій 4 студійний альбом — «Буду з тобою!» і вирушив у масштабний тур на його підтримку, до якого увійшло близько 40 міст України. Не оминув гурт і фестивалі, зокрема завітав на Бандерштат, Західфест, Бульба фест та Фестиваль «Гроно». Влітку цього ж року вийшло відео гурту на пісню «Листопад». Роботу над кліпом БЕZ ОБМЕЖЕНЬ довірили відомому режисеру Віктору Скуратовському. Спеціально для знімання довелось переобладнати цілу кімнату в Особняку Могильовцева, відомому як «Шоколадний будиночок» у центрі Києва. Восени вийшло відео на пісню «Воля», що стала офіційним саундтреком до кінострічки та кліп на пісню «Буду з тобою». Також гурт взяв участь у зніманні кінофільму Я, ти, він, вона.
З презентацією альбому «Буду з тобою» гурт побував в турі, що охопив понад 100 міст України. 18 грудня 2018 року, тур завершився масштабним концертом у київському Палаці спорту, де зібралося 8 тисяч відвідувачів, концерт транслював у прямому ефірі телеканал М1.

### 2019
14 січня 2019 року до свого 20-річчя гурт видав сингл «Зорі Запалали», який менше як за місяць набрав більше 2 млн переглядів. А вже за місяць, на День святого Валентина, колектив презентував офіційний кліп.
20 лютого 2019 року гурт оприлюднив кліп «Моя Країна», яка присвячена Дню пам'яті Героїв небесної сотні. В основу покладено кадри подій, що відбувалися під час Революції Гідності та подальший розвиток нашої історії. Режисер, оператор, монтаж відео — Олександр Кулик, окрім того, використані кадри військового телебачення.
7 травня вийшов сингл «Мільярди» у якому музиканти розповіли про неймовірно потужні та щирі почуття. За словами учасників колективу, їм дуже хотілося би, щоб люди сміливо розповідали про такі почуття одне одному, писали листи із зізнаннями у коханні та ділилися любов'ю.
На початку серпня БЕZ ОБМЕЖЕНЬ порадували меломанів новим кліпом до пісні «Мільярди», яка стала титульним треком одноіменної студійної платівки. Свіже мінімалістичне відео сповнено символізмом, що підкреслює основний меседж самої композиції. Автор ідеї кліпу — Ганна Танчинець-Стефанська.
«Нас наповнюють просто таки мільярди різних емоцій і хотілося би, щоб ці емоції ми не тримали у собі, щоб показували їх тим людям, про кого і для кого вони насправді», — поділився ідеєю кліпу «Мільярди» лідер «Без Обмежень» Сергій Танчинець, автор музики і слів.
Режисером відео виступив Влад Разіховський, для якого це вже третя спільна робота зі згаданим гуртом. «Історія буде зрозуміла не одразу, а тільки по фінальним кадрам глядач зрозуміє, що ми прагнули донести», — коментує режисер.
25 серпня відбулася прем'єра нового альбому «Мільярди» на Співочому Полі у Києві. На підтримку альбому гурт вже оголосив масштабний тур Україною та за її межами, який налічуватиме понад 120 міст. Столичний концерт пройде на найбільшій арені України — НСК «Олімпійський» в особливу дату — 24 серпня 2020 року.
Майже одночасно з прем'єрою свого нового міні-альбому «Мільярди», учасники гурту «Без Обмежень» презентували відео до одного з його треків під назвою «Колискова», що став офіційним саундтреком кінострічки «Заборонений». Власне, у відео можна побачити епізоди саме цього фільму, у якому йдеться про останні роки життя та діяльності відомого українського поета і дисидента Василя Стуса. Також у кліпі продемонстровано фотокартки реальних прототипів героїв цієї історії.
Гурт долучився до акції «Так працює пам'ять», присвяченої пам'яті Данила Дідіка і всім, хто віддав життя за незалежність України.
У 2019 році, за даними TopHit, гурт Без Обмежень зібрав 49 927 326 переглядів в YouTube.

### 2020
29 травня БЕZ ОБМЕЖЕНЬ влаштував перший в Україні автомобільний концерт на території колишнього аеропорту.

### 2022
Після вторгнення Росії на територію України гурт вирішив замінити у назві «БЕZ ОБМЕЖЕНЬ» літеру «Z» на українську «З», оскільки російські війська використовують символ «Z» для позначення своєї техніки та сил.
Займалися благодійними зборами в турі по Європейських та Американських містах де їм вдалось зібрати 130 000 доларів.

## ТОВ «БЕЗОБМЕЖЕНЬ»
У січні 2018 року колектив було зареєстровано як юридичну особу у формі товариства з обмеженою відповідальністю. Бенефіціарними власниками ТОВ «БЕЗОБМЕЖЕНЬ» на момент заснування стали лідер гурту Сергій Танчинець та продюсер команди Олег Ходачук. В червні того ж року до бенефіціарних власників товариства долучився Ткаченко Максим, відомий більше як керівник компанії «КВАРТАЛ-КОНЦЕРТ», яка в той же час займається організацією та промотуванням виступів Без Обмежень. Максим Ткаченко до моменту обрання до Верховної Ради України за списками партії «Слуга Народу» значився співпродюсером колективу. З травня 2020 року власником його долі в ТОВ став його бізнес-партнер Андрій Опарін.
11 березня 2025 року Міністерство культури та стратегічних комунікацій України надало підприємству статус критично важливих для економіки та життєдіяльності населення.

## Склад
- Сергій Танчинець — вокал
- Олександр Адаменко — бас-гітара
- Олексій Бережний — ударні
- Андрій Радько — гітара
- Ігор Рибар — гітара та клавішні

### Колишні учасники
- Віктор Янцо
- Владислав Воробець
- Василь Логойда
- Іван Зіменко
- Владислав Скрипка
- Сергій Попович

## Дискографія
- 2007 — «Underground»
- 2015 — «#DИХАЮТОБОЮ»
- 2017 — «5хвилин»
- 2018 — «Буду з тобою!»
- 2019 — «Мільярди»
- 2021 — «Вільні люди»

## Відеокліпи
| Рік  | Назва                                               | Посилання                                         | Режисер                          |
| ---- | --------------------------------------------------- | ------------------------------------------------- | -------------------------------- |
| 2007 | «Underground»                                       | }}                                                |                                  |
| 2011 | «Розкажи»                                           | [Архівовано 31 травня 2020 у Wayback Machine.]    | Олег Борщевский                  |
| 2012 | «Беркут»                                            | [Архівовано 4 травня 2015 у Wayback Machine.]     | Олег Борщевский                  |
| 2013 | «Взлетая» feat. Лідія Аксеніч                       | [Архівовано 31 жовтня 2015 у Wayback Machine.]    | Олег Борщевский                  |
| 2014 | «Налий мені вина»                                   | [Архівовано 16 січня 2019 у Wayback Machine.]     | Олександр Кулик                  |
| 2014 | «Зима»                                              | [Архівовано 6 січня 2020 у Wayback Machine.]      | Ксенія Твердохліб                |
| 2015 | «Доле моя» feat. VRODA                              | [Архівовано 26 лютого 2018 у Wayback Machine.]    | Олександр Махач, Андрій Колодич  |
| 2016 | «Без неї ніяк»                                      | [Архівовано 14 листопада 2020 у Wayback Machine.] | Влад Плеханов                    |
| 2018 | «Хочеш»                                             |                                                   | Олександр Лазарев                |
| 2018 | «Листопад»                                          | [Архівовано 13 листопада 2020 у Wayback Machine.] | Віктор Скуратовський             |
| 2018 | «Воля»                                              | [Архівовано 27 вересня 2018 у Wayback Machine.]   | Ігор Висневський                 |
| 2018 | «Буду з тобою»                                      | [Архівовано 14 грудня 2018 у Wayback Machine.]    | Влад Радзіховський               |
| 2019 | «Зорі запалали»                                     | [Архівовано 2 квітня 2019 у Wayback Machine.]     | Влад Радзіховський               |
| 2019 | «Моя країна»                                        | [Архівовано 21 лютого 2019 у Wayback Machine.]    | Олександр Кулик                  |
| 2019 | «Мільярди»                                          | [Архівовано 2 серпня 2019 у Wayback Machine.]     | Влад Радзіховський               |
| 2019 | «Колискова» OST «Заборонений»                       | [Архівовано 1 червня 2020 у Wayback Machine.]     | Роман Бровко                     |
| 2020 | «Героям» feat. KOZAK SYSTEM & СКАЙ & Артур Данієлян | [Архівовано 30 травня 2022 у Wayback Machine.]    | Артем Григорян                   |
| 2021 | «Поклянись. Поцілуй. Обійми.»                       | [Архівовано 31 травня 2022 у Wayback Machine.]    | Влад Радзіховський               |
| 2022 | «24/02»                                             | [Архівовано 28 травня 2022 у Wayback Machine.]    | Артем Григорян, Сергій Танчинець |

## Нагороди, премії та номінації
| Рік  | Премія               | Номінація                        | Результат | Примітка              |
| ---- | -------------------- | -------------------------------- | --------- | --------------------- |
| 2019 | M1 Music Awards      | «Рок. Тільки Рок!»               | Нагорода  | Пісня «Зорі запалали» |
| 2019 | Золота Жар-Птиця     | «Рок-гурт року»                  | Нагорода  |                       |
| 2019 | Top Hit Music Awards | «Відкриття року YouTube Ukraine» | Нагорода  |                       |
| 2020 | Золота Жар-Птиця     | «Кращий рок-гурт»                | Нагорода  |                       |
| 2020 | Top Hit Music Awards | «Зліт року»                      | Нагорода  |                       |
| 2021 | YUNA (спецнагорода)  | Концерти без обмежень року       | Нагорода  |                       |
| 2022 | YUNA                 | Пісня незламної України          | Перемога  | Пісня «24/02»         |